# Verónica Schneider
Verónica Schneider Rodríguez (Caracas,  16 de diciembre de 1978) es una actriz, productora, escritora, modelo, exreina de belleza y actriz de doblaje y televisión venezolana y estadounidense.

## Reseña biográfica
Schneider estudió Comunicación en la Universidad Central de Venezuela. 
Como Miss Monagas 1998, compitió en el concurso Miss Venezuela 1998 donde obtuvo el título de “Miss World Venezuela”. En noviembre de ese año, se fue a las islas Seychelles para competir en el certamen de Miss Mundo 1998, donde no llegó a las semifinales.
En 2002, Schneider volvió a la televisión y firmó con Venevisión. El primer papel que obtuvo fue en la telenovela Mambo y canela, donde interpretó el papel de Wanda. En 2003, obtuvo su primer rol protagónico como Marisela Ruiz Montero en la telenovela Engañada. En 2004, ella fue a Perú para actuar en la telenovela Besos robados como la villana Fernanda Velacochea. En 2005, firmó un contrato con RCTV y se le ofreció el papel de Erika Hoffman en Amantes, producción de época de comienzos del siglo XX. En el 2011 Schneider actuó en la telenovela La viuda joven, producida por Venevisión. Durante toda su carrera ha participado en muchos comerciales siendo imagen publicitaria como Pepsi, Ponds, Grünenthal, Head Sholders, entre otros. En 2012 protagonizó La ratonera,  obra teatral de Agatha Christie. En 2018 pasa a ser parte de la cadena estadounidense Telemundo participando en producciones internacionales como Mi Familia Perfecta y Betty en NY. En el ano 2018 Nos sorprendió con su aparición junto a su esposo Enrique Palacios y sus hijos Sarah y davis en el desfile de la prestigiosa firma Dolce & Gabbana. Además se ha destacado recientemente como escritora y productora de documentales como Entre Bordes y Stop Guns y ha sido premiada con los Premios Emmys a la excelencia en la industria de la TV. Lo más reciente fue su asombrosa aparición como la protagonista del más reciente videoclip del afamado cantante boricua Chayanne con su tema Bailando Bachata lanzado en mayo de 2023

## Filmografía
| 2019      | Betty en NY                  | Catalina Escarpa                 | Reparto           | Telemundo  |
| 2018      | Mi familia perfecta          | Alma Izaguirre                   | Villana           | Telemundo  |
| 2011      | La viuda joven               | Abril Armas                      | Coprotagonista    | Venevisión |
| 2006-2007 | Y los declaro marido y mujer | Rebeca Ponti                     | Coprotagonista    | RCTV       |
| 2005-2006 | Amantes                      | Erika Hoffman                    | Villana Principal | RCTV       |
| 2004      | Besos robados                | Fernanda Velacochea              | Villana Principal | Venevision |
| 2003      | Engañada                     | Marisela Valderrama Ruiz Montero | Protagonista      | Venevisión |
| 2002      | Mambo y canela               | Wanda                            | Reparto           | Venevisión |